# 新磐田スマートインターチェンジ
新磐田スマートインターチェンジ（しんいわたスマートインターチェンジ）は、静岡県磐田市にある新東名高速道路のスマートインターチェンジ (スマートIC) である。

## 概要
本線直結型である。利用可能車種はETC搭載の全車種で24時間運用、上下線ともに出入可となっている。当初は2017年（平成29年）3月の供用開始を予定していたが、用地買収の難航や、工事中に軟弱地盤が確認されたことにより延期された。2021年（令和3年）7月17日に供用開始。
当スマートICの設置により、周辺の工業団地直結による企業集積の促進および雇用創出、災害活動拠点への時間短縮やリダンダンシーの確保、搬送時間短縮による地域医療サービスの向上、観光地へのアクセス向上などが期待されるとしている。
供用開始後は新東名高速道路で初の本線直結型で設置されたスマートICとなった。なお、当スマートICは平面Y型となり、下り線の平面交差部にはラウンドアバウトが設置されている。

## 道路
- E1A 新東名高速道路（13-2番）

## 接続する道路
- 市道下野部敷地線[3]
- 県道40号掛川天竜線（市道経由）

## 沿革
- 2013年（平成25年）6月11日 : 国土交通省より連結許可[2]。
- 2018年（平成30年）6月 : 工事着手[2]。
- 2020年（令和2年）8月26日 : IC名称が「新磐田スマートIC」に正式決定[9]。
- 2021年（令和3年）7月17日 : 供用開始[6]。

## ギャラリー

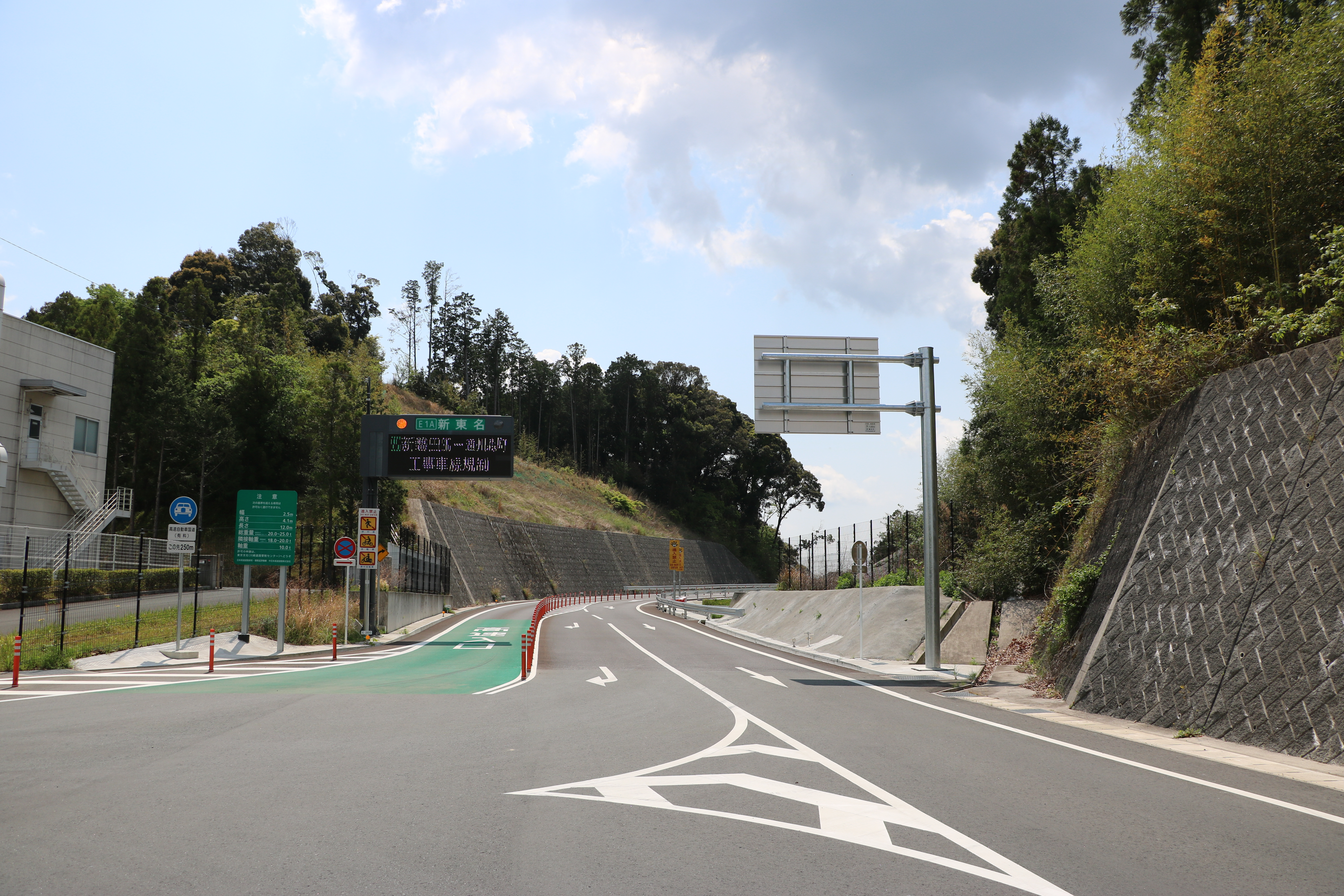
一般道との接続部。2022年4月撮影
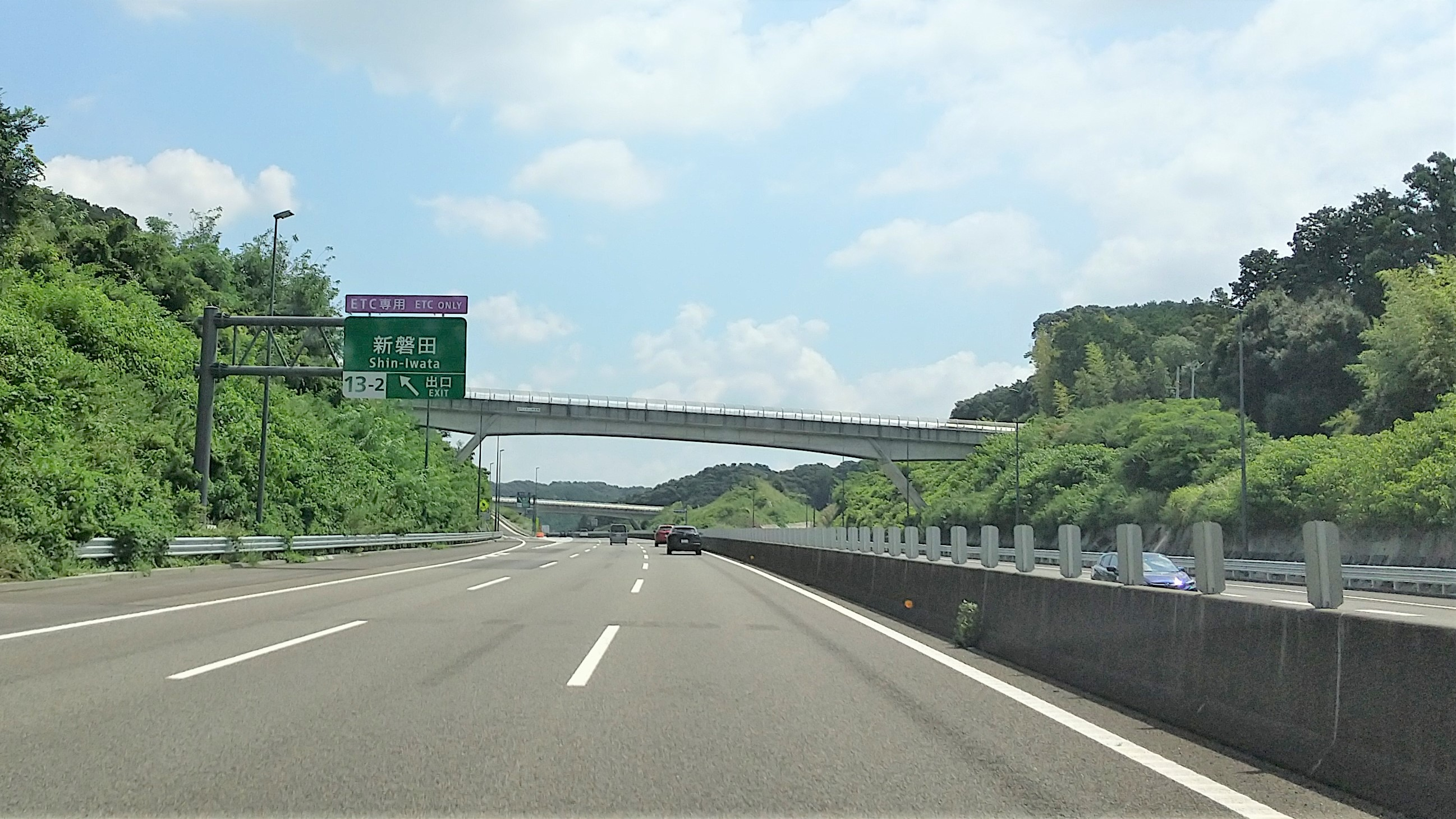
出口（上り線から撮影）

## 隣
E1A 新東名高速道路
(13)森掛川IC - (13-1)遠州森町PA/スマートIC - (13-2)新磐田スマートIC - (14)浜松浜北IC